# تاريخ رودسيا (1965-1979)
تغطي فترة تاريخ رودسيا الممتدة منذ عام 1965 حتى عام 1979 الوقت الذي كانت فيه رودسيا دولة غير معترف بها من قبل المجتمع الدولي؛ وذلك بعد إعلان حكومة الأقلية ذات الأغلبية البيضاء للاستقلال من جانب واحد في 11 نوفمبر 1965. ظلت الجبهة الرودسية في الحكومة حتى 1 يونيو 1979 برئاسة رئيس الوزراء إيان سميث، وذلك عندما أعيد تشكيل البلاد تحت اسم زيمبابوي رودسيا.

## إعلان الاستقلال
أعلنت الحكومة إعلان الاستقلال أحادي الجانب في 11 نوفمبر 1965، بعد عدة محاولات فاشلة لإقناع بريطانيا بمنح الاستقلال. سعى سميث إلى الاحتفاظ بعلاقة رودسيا مع الملكية البريطانية من خلال الإبقاء على الملكة إليزابيث الثانية كرئيسة اسمية للدولة، ولكن رفضت قبول لقب ملكة رودسيا، ورفض السير همفري جيبس، الذي ما يزال معترفًا به دوليًا باعتباره السلطة القانونية الوحيدة في رودسيا، الاعتراف بسلطة سميث. رد سميث بتجاهل السير همفري وتعيين نائب رئيس الوزراء دوبونت، بصفته المسؤول عن إدارة الحكومة (ويمكن وصفه بشكل أفضل بأنه حاكم مؤقت).
لم ترد بريطانيا على إعلان استقلال رودسيا أحادي الجانب بالقوة، ولكنها حاولت استخدام العقوبات الاقتصادية، وشمل ذلك إنهاء الارتباط بين الجنيه الأسترليني والعملة الرودسية، ومصادرة الأصول وحظر استيراد التبغ الرودسي. ردت حكومة سميث بالتخلف عن سداد ديونها (المضمونة من قبل بريطانيا)، مما جعل البريطانيين مسؤولين عنها بينما حافظت على توازن ميزانيتها. فرضت الأمم المتحدة عقوبات اقتصادية في عام 1968 بعد أن اعتمدت القرار رقم 216 الذي يدين إعلان الاستقلال باعتباره «إعلانًا صادرًا عن أقلية عنصرية». لم تكن العقوبات الاقتصادية ناجحة إلا جزئيًا، فصُدِّرَت بعض المعادن الاستراتيجية، وخاصة الكروم، إلى المشترين الراغبين في أوروبا وأمريكا الشمالية، مما أدى إلى تعزيز الاقتصاد.

## 1965 حتى 1972
تولت الجبهة الرودسية السلطة منذ عام 1962 حتى عام 1979، وشكلت الأغلبية في البرلمان، حيث خُصِّصَ 50 مقعدًا من أصل 66 للأقلية البيضاء في البلاد. كان حزبًا شعبويًا على نطاق واسع ويحظى بدعم رئيسي من الطبقة العاملة والمهاجرين الجدد؛ وكانت المعارضة البيضاء الرئيسية هي حزب رودسيا الذي حظي على دعم نخبة رجال الأعمال والطبقة المهنية ومن الجيل الثاني أو الثالث من الرودسيين. سيطر عاملان رئيسيان على الحياة السياسية، وهما العرق وكافة السياسات الأخرى. أما من الناحية الاقتصادية، فعلى الأقل، كانت سياسات الحكومة ليبرالية تمامًا، فوُفِّرَت بذلك العديد من المزايا الحكومية للأقلية البيضاء، ولكن المعارضة السوداء أرادت وضع حد للتمييز العنصري داخل الدولة والمساواة السياسية المطلقة لجميع الأجناس. أما خارج نطاق العرق، أي اقتصاديًا واجتماعيًا، كانت تلك السياسات أكثر تحفظًا، فدعت إلى تقليل التدخل الحكومي في الاقتصاد والتجارة الحرة. فاز حزب الجبهة الرودسية مرة أخرى في الانتخابات العامة في مايو 1965.
عُدِّلَ الدستور في عام 1969، وكان التعديل الأكثر أهمية في ذلك العام هو الفصل الرسمي بين قائمتين انتخابيتين حسب العرق. اقتصرت القائمة الأولى على الأوروبيين والقائمة الثانية على غير الأوروبيين. أُصلِحَت دوائر الجمعية، إذ كان هناك 50 مقعدًا للقائمة الأولى، و8 مقاعد للقائمة الثانية. تمكن زعماء القبائل أيضًا من انتخاب 8 أعضاء آخرين. تمثلت النتيجة الفعلية بحصول 270 ألف شخص من البيض على 50 مقعدًا، بينما حصل 6 ملايين أفريقي على 16 مقعدًا في المجلس. لم تؤد هذه الإصلاحات إلا إلى تعزيز رفض السود لهذا النظام.
بدأت قضية العرق تهيمن على كل القضايا الأخرى بحلول أوائل سبعينات القرن العشرين، وبدأ النظام في قمع خصومه البيض. بدأ النظام أيضًا في اعتقال حتى المعارضين السلميين للهيمنة البيضاء بحلول عام 1975، وذلك على الرغم من ادعائاته بالديمقراطية. اعتبر الرودسيون السود وضعهم القانوني غير مبرر أخلاقيًا وطالبوا بالمساواة الكاملة. سُجن روبرت موغابي دون محاكمة منذ أغسطس 1964 حتى ديسمبر 1974. كان الاعتقال رمزًا لنظام يتجاهل حقوق الإنسان كجزء من حربه ضد الإرهاب على الرغم من قانونيته.
بدأ كل من الاتحاد الأفريقي الشعبي (زابو) والاتحاد الوطني الأفريقي الزيمبابوي (زانو) بحملات حرب العصابات في حوالي عام 1966. كانت هذه الحملات في البداية متفرقة إلى حد ما ومحدودة النطاق والتأثير، ولكنها زادت بشكل كبير بعد عام 1972، مما تسبب في الدمار والتفكك الاقتصادي والخسائر البشرية وتراجع معنويات البيض. اتحدت المجموعتان القوميتان الأفريقيتان الرئيسيتان، زابو وزانو، في «الجبهة الوطنية» في عام 1974 ووحدتا قواتهما العسكرية، على الأقل اسميًا. أدت غارات حرب العصابات هذه إلى تصاعد هجرة البيض من رودسيا. أصبح هذا الصراع العنيف معروفًا باسم الحرب الأهلية الروديسية، التي استمرت منذ عام 1966 حتى عام 1979. وُصِفَت حكايات بعض غارات حرب العصابات هذه في رودسيا في رواية بيتر ستيف بعنوان آلهة المطر.
شهد الصراع ارتكاب انتهاكات جسيمة من كلا الجانبين، ووصفت الحكومة خصومها بالإرهابيين واعتبرت نفسها شرعية. رأى اتحادي زابو وزانو نفسيهما مقاتلين من أجل الحرية، واعتبرا الحكومة مستبدة. اتسمت حركة التحرير بأيديولوجية شيوعية وتلقت تمويلًا جزئيًا من الاتحاد السوفيتي والصين. كان الصراع غير متكافئ إلى حد كبير في البداية، إذ تمكنت حكومة رودسيا من حشد تفوق ساحق في القوى البشرية والقوة النارية والتنقل، ولم يتطلب احتواء التمرد أكثر من مجرد تدخل الشرطة.
أجريت انتخابات عامة في أبريل 1970 وفازت الجبهة الرودسية بسهولة. صور إيان سميث حكومته على أنها ليست عنصرية، وسعى إلى تأجيل مسألة ما يجب فعله بشأن المشاكل في الصناعة الزراعية إلى ما بعد الانتخابات. تمكّن إيان من ذلك بسبب تشكيل أحزاب أكثر تطرفًا وأكثر عنصرية في ذلك الوقت تنافست في الانتخابات.

## حكم الأغلبية
فشلت المحادثات المستمرة في التوصل إلى اتفاق بين الجانبين، وذلك على الرغم من التغييرات في «التشكيلة» القومية، التي تسمى الآن الجبهة الوطنية، وهي تحالف بين اتحادي الزانو والزابو. شكل موزوريوا منذ ذلك الحين حزبًا جديدًا، وهو المجلس الوطني الأفريقي المتحد، وكذلك سيثول، الذي شكل حزبًا منشقًا عن الزانو، يُدعى زانو ندونغا. عقد إيان سميث اتفاقًا مع موزوريوا وسيثول في مواجهة نزوح البيض، يُعرف باسم التسوية الداخلية. أدى ذلك إلى إجراء انتخابات جديدة في عام 1979 سيشكل فيها الأفارقة السود الأغلبية لأول مرة. تغير اسم البلاد إلى زيمبابوي رودسيا في عام 1979، مع تولي موزوريوا منصب رئيس الوزراء.
لم يعترف المجتمع الدولي بالدولة الجديدة التي استمرت في الضغط من أجل تسوية تشارك فيها الجبهة الوطنية؛ واستعادت الدولة وضعها القانوني كمستعمرة بريطانية في رودسيا الجنوبية أخيرًا في عام 1979 بموجب اتفاقية لانكستر هاوس، وذلك استعدادًا لإجراء انتخابات حرة والاستقلال باسم زيمبابوي.

## اقتصاد
شهد الاقتصاد الرودسي طفرة معتدلة في أوائل سبعينات القرن العشرين، ووصل نصيب الفرد الحقيقي من الدخل بين السود والبيض إلى مستويات قياسية، على الرغم من أن التفاوت في الدخل بين السود والبيض ظل قائمًا، إذ كان دخل السود لا يتجاوز عُشر ما يكسبه البيض. تقوض اقتصاد رودسيا بعد عام 1975 بسبب الآثار التراكمية للعقوبات، وانخفاض الإيرادات من صادرات السلع الأساسية، وتفاقم صراع العصابات، وزيادة هجرة البيض. اضطر نظام إيان سميث إلى الاعتماد على جنوب أفريقيا للوصول إلى العالم الخارجي بعد قطع موزمبيق علاقاتها الاقتصادية. انخفض الناتج المحلي الإجمالي الحقيقي بين عامي 1974 و1979 قبل الاستقلال الكامل في عام 1980. خُصِّصَت نسبة متزايدة من الميزانية الوطنية، ما يقدر بحوالي 30% إلى 40% سنويًا، للدفاع، وأدى العجز الكبير في الميزانية إلى زيادة عبء الدين العام إلى حد كبير.
حصل قطاع التصنيع، الذي كان متطورًا بالفعل قبل إعلان الاستقلال أحادي الجانب في عام 1965، على حافز كبير من خلال فرض عقوبات الأمم المتحدة. أجبرت العقوبات الصناعة الرودسية على التنويع، وإنشاء العديد من تعهدات استبدال الواردات للتعويض عن فقدان المصادر التقليدية للواردات. نمت المعالجة الرودسية للمواد الخام المحلية بسرعة، وشملت صناعات النمو الرئيسية الصلب ومنتجاته، والمعدات الثقيلة، ومعدات النقل، والفيروكروم، والمنسوجات، وتصنيع الأغذية.